# Notocladonia
Notocladonia is een geslacht van korstmossen behorend tot de familie Cladoniaceae. De typesoort is Notocladonia cochleata. De typesoort was voorheen ingedeeld in het geslacht Ramalea.

## Soorten
Volgens Index Fungorum bevat het geslacht twee soorten (peildatum oktober 2021):
| Soortnaam              | Auteur(s)              | Publicatiejaar |
| ---------------------- | ---------------------- | -------------- |
| Notocladonia cochleata | (Müll. Arg.) S. Hammer | 2003           |
| Notocladonia undulata  | S. Hammer              | 2003           |